# طغرا

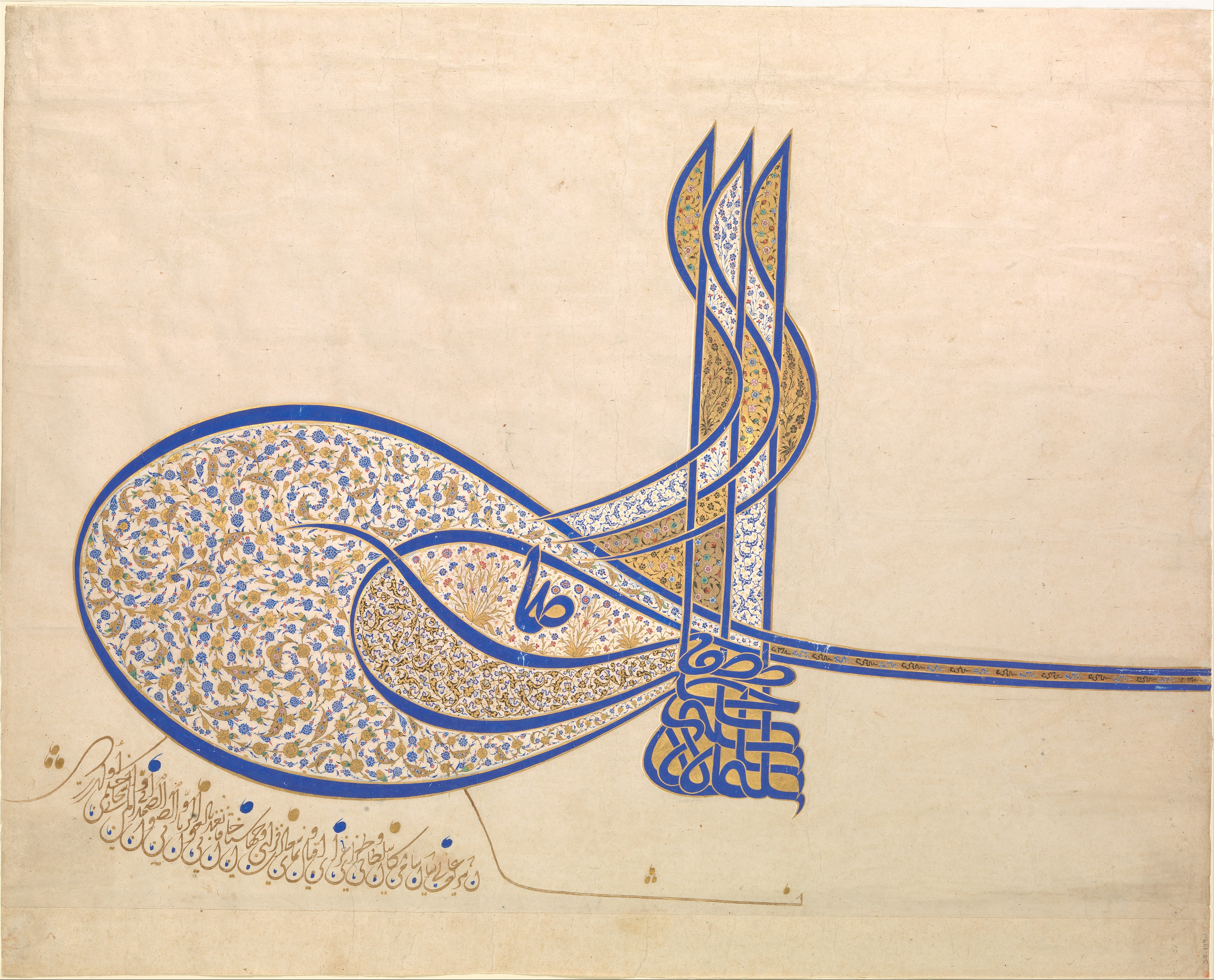
طغرای مزین سلطان سلیمان قانونی در ۱۵۲۰م

طُغرا یا طُغری یا طُغراء (ترکی عثمانی: طغرا، ترکی استانبولی: tuğra) تک‌نگار، یا امضای سلاطین ترک به گونهٔ خوشنویسی است که در طول تاریخ بر کلیهٔ اسناد و مکاتبات رسمی الصاق می‌شده است. طغرا همچنین با الهام از سنت تمغا، بر مهر سلطنتی و بر روی سکه‌های ضرب شده در زمان سلطنت سلاطین حک می‌شده است.
طغراها در آغاز سلطنت سلطان طراحی و توسط خطاط دربار (نشانچی یا طغرانویس) بر روی اسناد مکتوب حک می‌شدند. اولین نمونه‌های طغرا در قرن چهاردهم میلادی دیده شده‌اند. طغراها هدفی شبیه به کارتوش در مصر باستان یا سایفر سلطنتی پادشاهان بریتانیایی داشتند. هر سلطان عثمانی طغرای مخصوص به خود را داشته است.

## وجه تسمیه
دو نظریهٔ اصلی در مورد ریشهٔ کلمه طغرا وجود دارد. اولی آن را برگرفته از یک نشان ترکی به نام «طغرق» می‌داند و دومی تلاش کاتبان پارسی برای شکل دادنِ نام حاکمان به نمادی کمان‌مانند به نام طورغا/طورغای (در زبان ترکی) که متعاقباً به اشتباه «طغرا» تلفظ شد.
دلیل اصلی نظریهٔ اول، سخنی از محمود کاشغری در دیوان لغات الترک است:
«طغرق مهر و امضای پادشاه [به گویش اوغوزی] است و برای ترکان [غربی] ناشناخته است. [من] منشأ آن را نمی‌دانم.»

## توصیف

طغرای سلطان محمود دوم عثمانی با عبارت: «محمود خان بن عبدالحمید مظفر دائماً» (محمود خان پسر عبدالحمید همواره پیروز)

یک طغرا ساختار مشخصی دارد: دو حلقه در سمت چپ، سه خط عمودی در وسط، نوشته‌های روی هم در پایین و دو امتداد به سمت راست. هر کدام از این عناصر معنای خاصی دارند و با هم فرمی را می‌سازند که به راحتی به عنوان طغرا قابل تشخیص است.

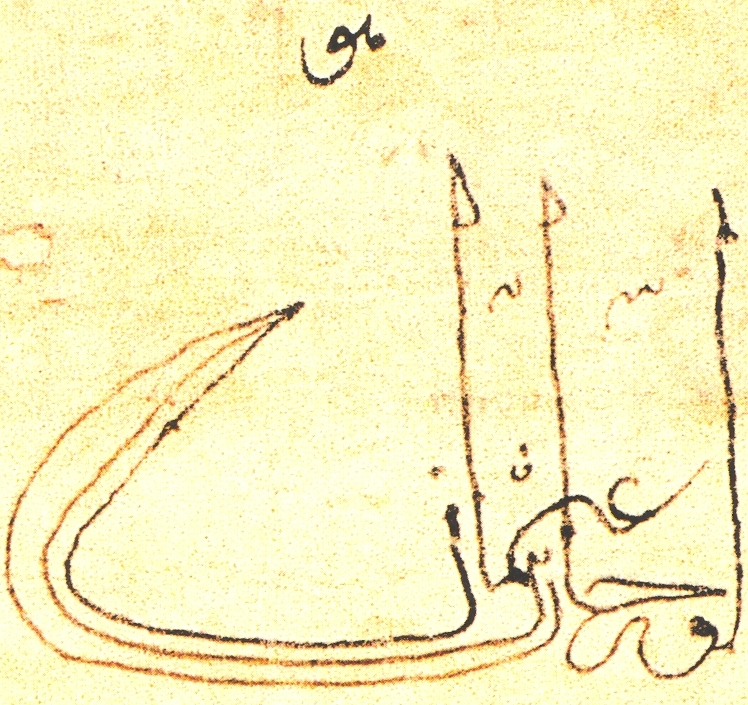
نخستین طغرای عثمانی در سال ۱۳۲۶ متعلق به اورخان یکم

نام سلطان در قسمت پایینی که سره (به ترکی استانبولی: sere) نامیده می‌شود، نوشته شده است. نخستین طغرای عثمانی در سال ۱۳۲۶، تنها عبارت اورخان پسر عثمان یکم را نشان می‌دهد. بعدها علاوه بر نام سلطان و پدرش، واژگانی برای تکریم سلطان نیز اضافه شدند.

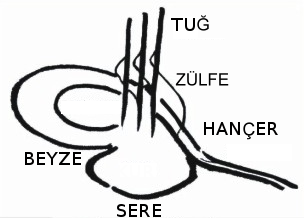
اجزای تشکیل دهندهٔ طغرا

حلقه‌های سمت چپ طغرا را بیضه (به ترکی استانبولی: beyze) می‌گویند که در زبان عربی به معنی تخم مرغ است. برخی از تفاسیر طرح طغرا، ادعا می‌کنند که بیضه‌ها قرار است نماد دو دریایی باشند که سلاطین عثمانی بر روی آنها تسلط داشتند: حلقهٔ بیرونی بزرگ‌تر نشان‌دهندهٔ مدیترانه و حلقهٔ داخلی کوچک‌تر نشان‌دهندهٔ دریای سیاه. خطوط عمودی بالای طغرا را توغ (به ترکی استانبولی: tuğ) یا چوب پرچم می‌نامند. سه توغ در طغرا نماد استقلال هستند. خطوط S شکلی که از توغ‌ها عبور می‌کنند، زلف (به ترکی استانبولی: zülfe) نامیده می‌شوند و به همراه بالای توغ‌ها که به سمت راست متمایل‌اند نشان‌دهندهٔ وزش بادها از شرق به غرب‌اند؛ نمادی که بیانگر مسیر پیشروی سنتی عثمانی‌ها بود. خطوط سمت راست طغرا خنجر (به ترکی استانبولی: hançer) نامیده می‌شوند که تمثیلی از شمشیر و نماد قدرت هستند.
طغرانویسی با هر خطی امکان‌پذیر است. اما بیشترین خطی که با آن طغرا نوشته شده، دیوانی و ثلث است.

## در ادبیات
به واژهٔ طغرا در ادبیات فارسی اشاره شده است. برای نمونه:
| اَعدلِ اَقطارِ شرق و غرب، کز القاب او |  | بر مناشیرِ امورِ عدل طُغرا کرده‌اند |
| — هندوشاه نخجوانی                 |  |                                 |

| هلالی شد تنم زین غم که با طغرای ابرویش |  | که باشد مه که بنماید ز طاق آسمان ابرو |
| — حافظ                                 |  |                                       |

## در دوره مدرن
امروزه در دنیای مدرن هنرمندان خوشنویسی هستند که از شکل و مشخصهٔ طغرا استفاده می‌کنند. برای نمونه طغراهای رئیس جمهور روسیه ولادیمیر پوتین و آکی‌هیتو امپراتور ژاپن که توسط هنرمندی به نام ولادیمیر پوپوف طراحی شده‌اند.

## نگارخانه

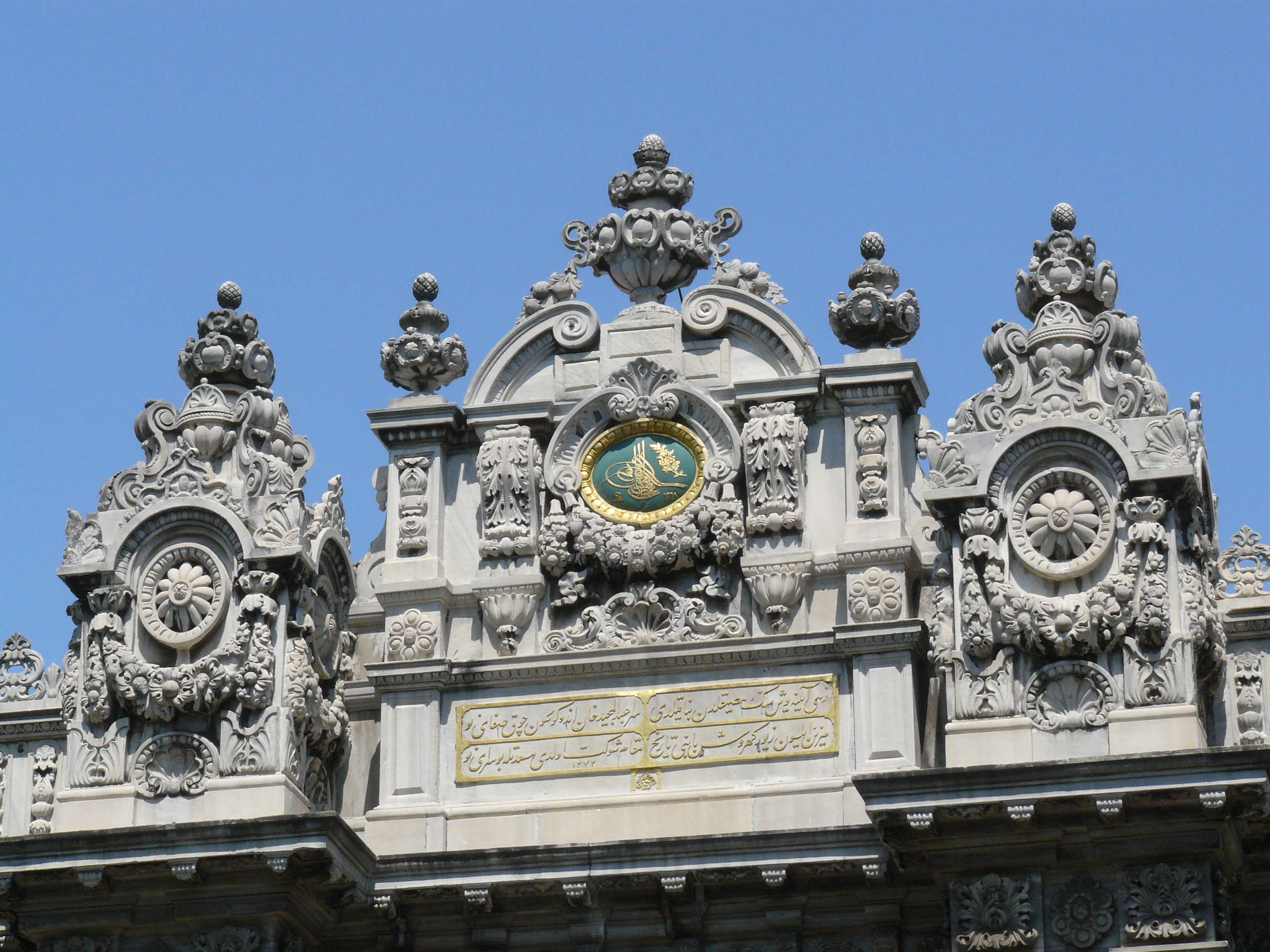
طغرا در سردروازه کاخ دلمه‌باغچه
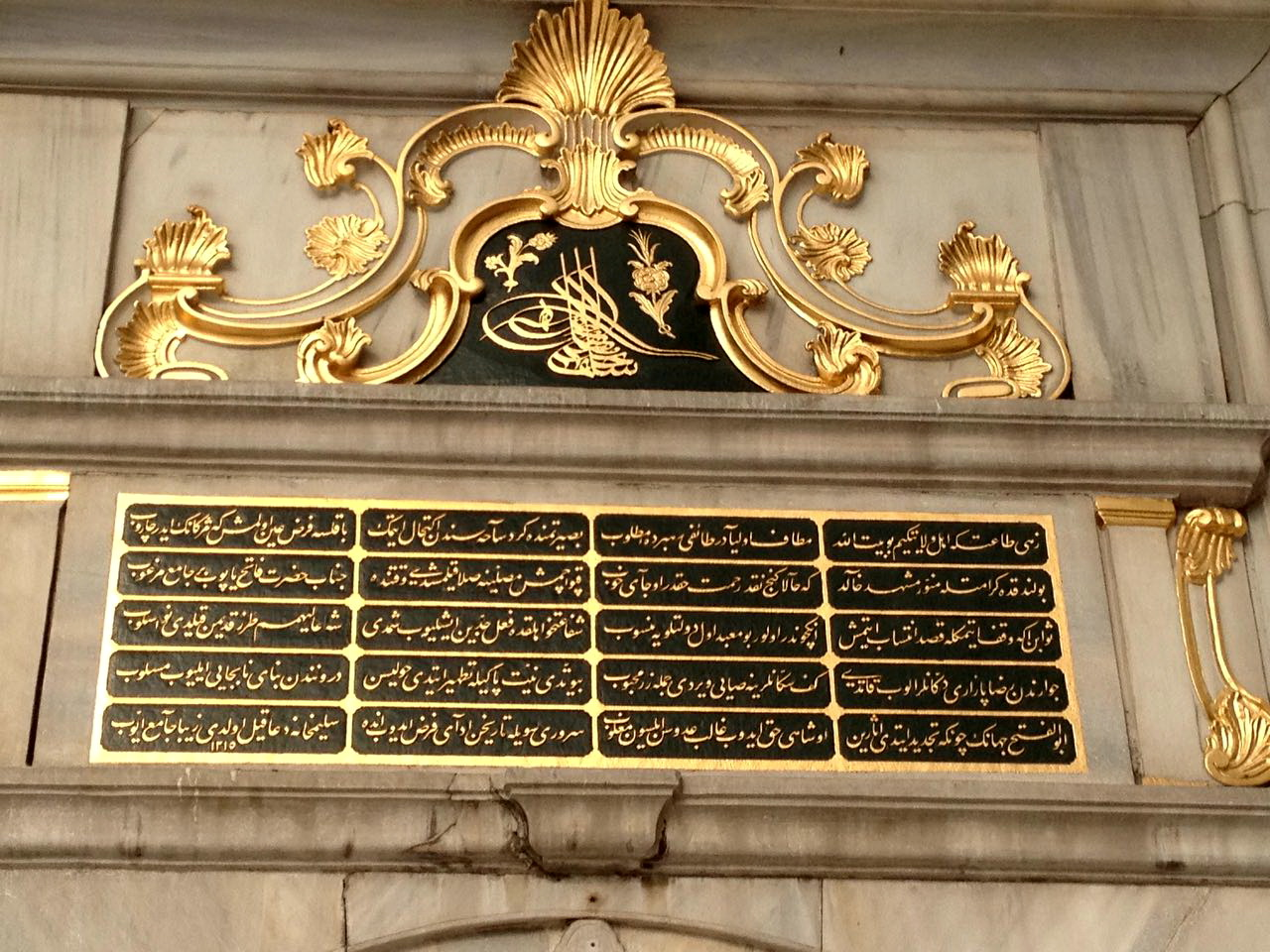
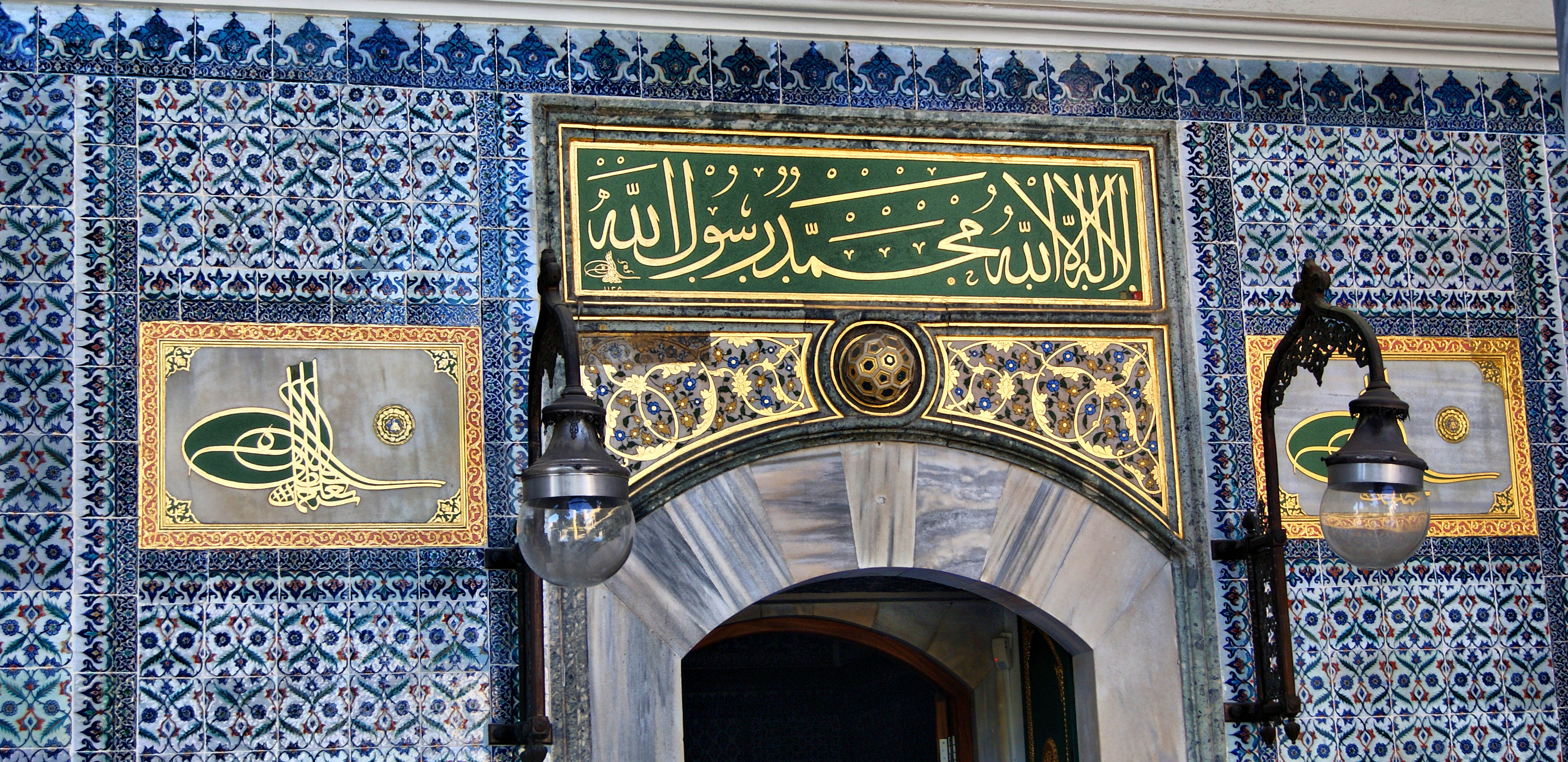
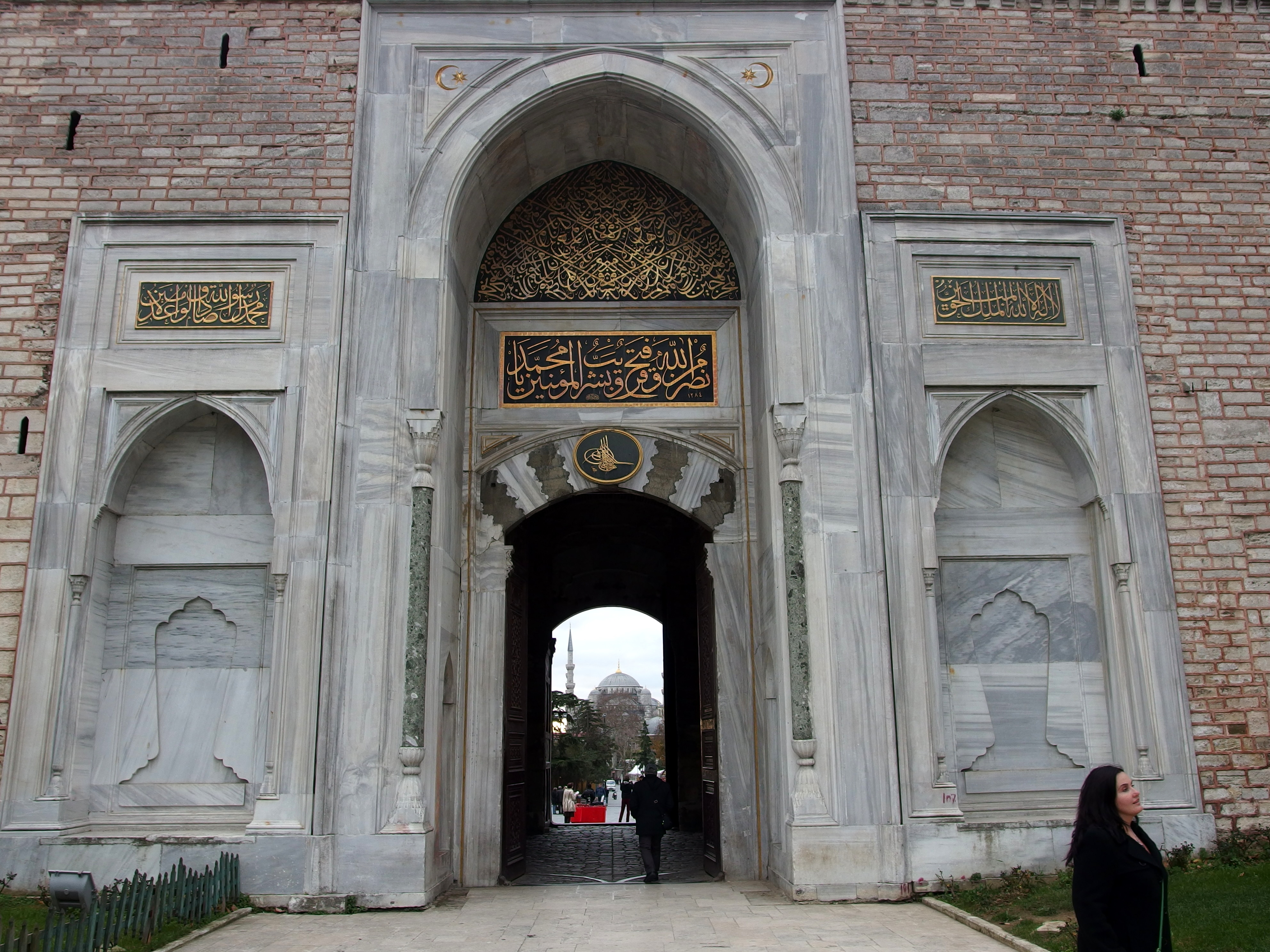
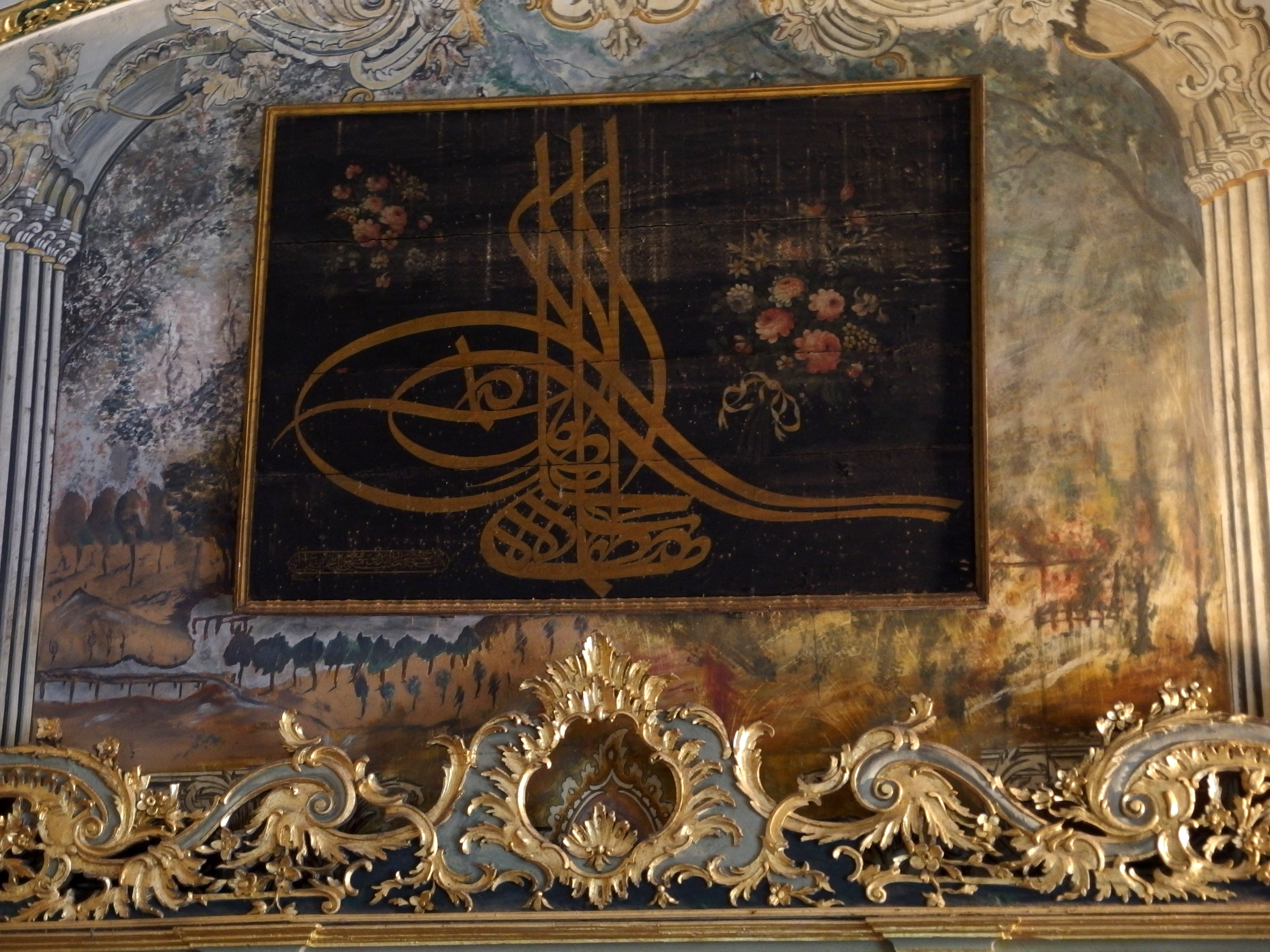
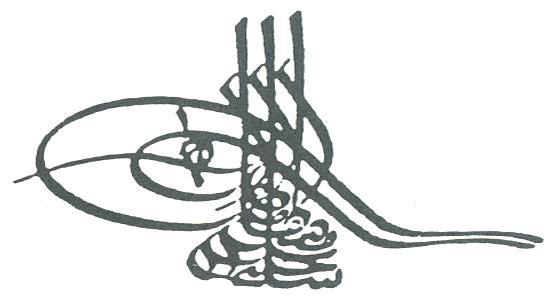
طغرای سلیم سوم عثمانی در ۱۷۸۷م
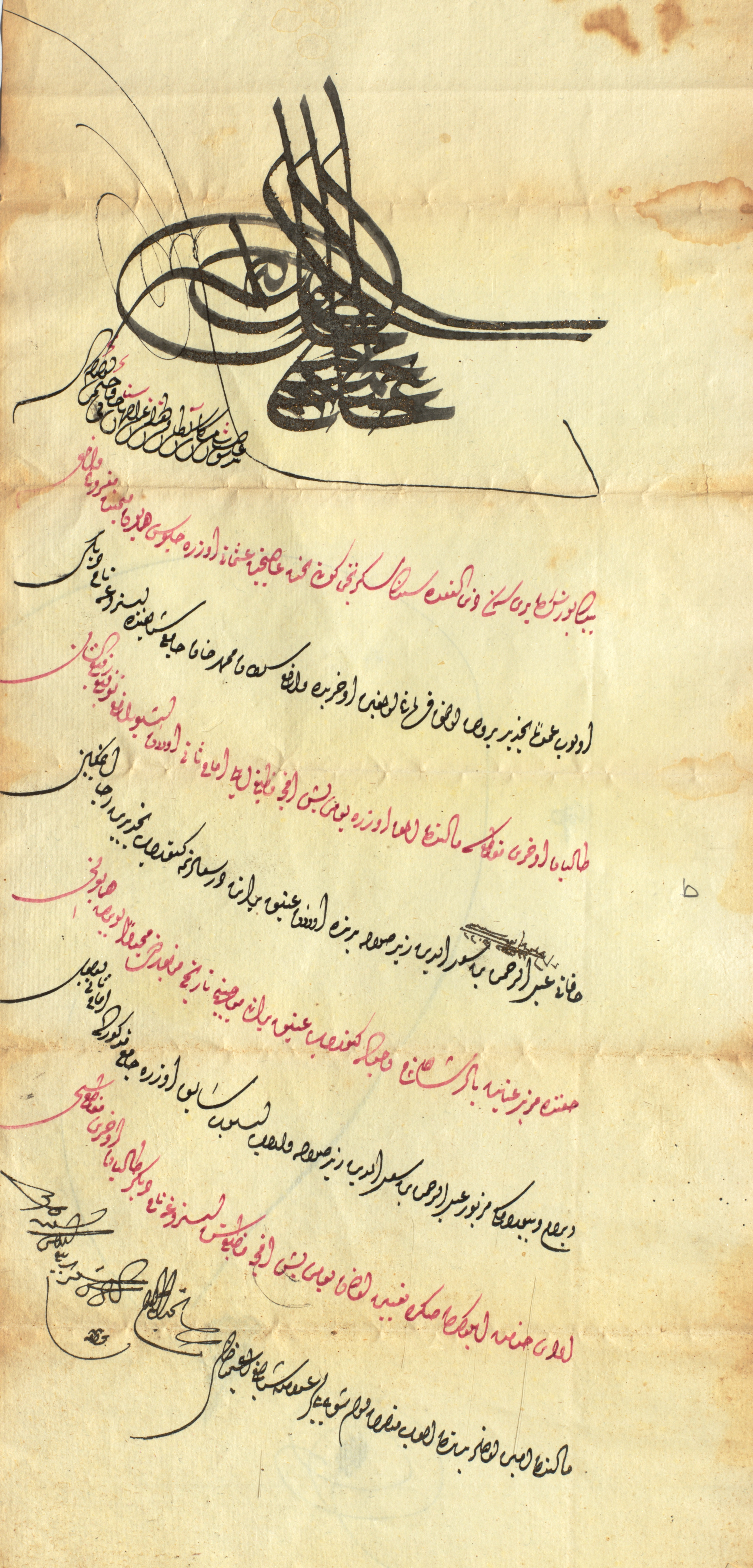
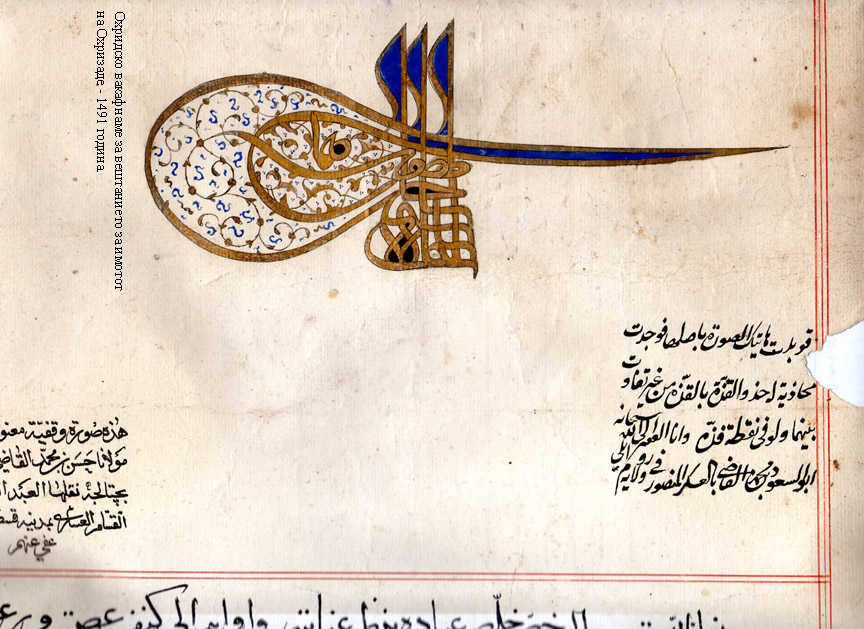
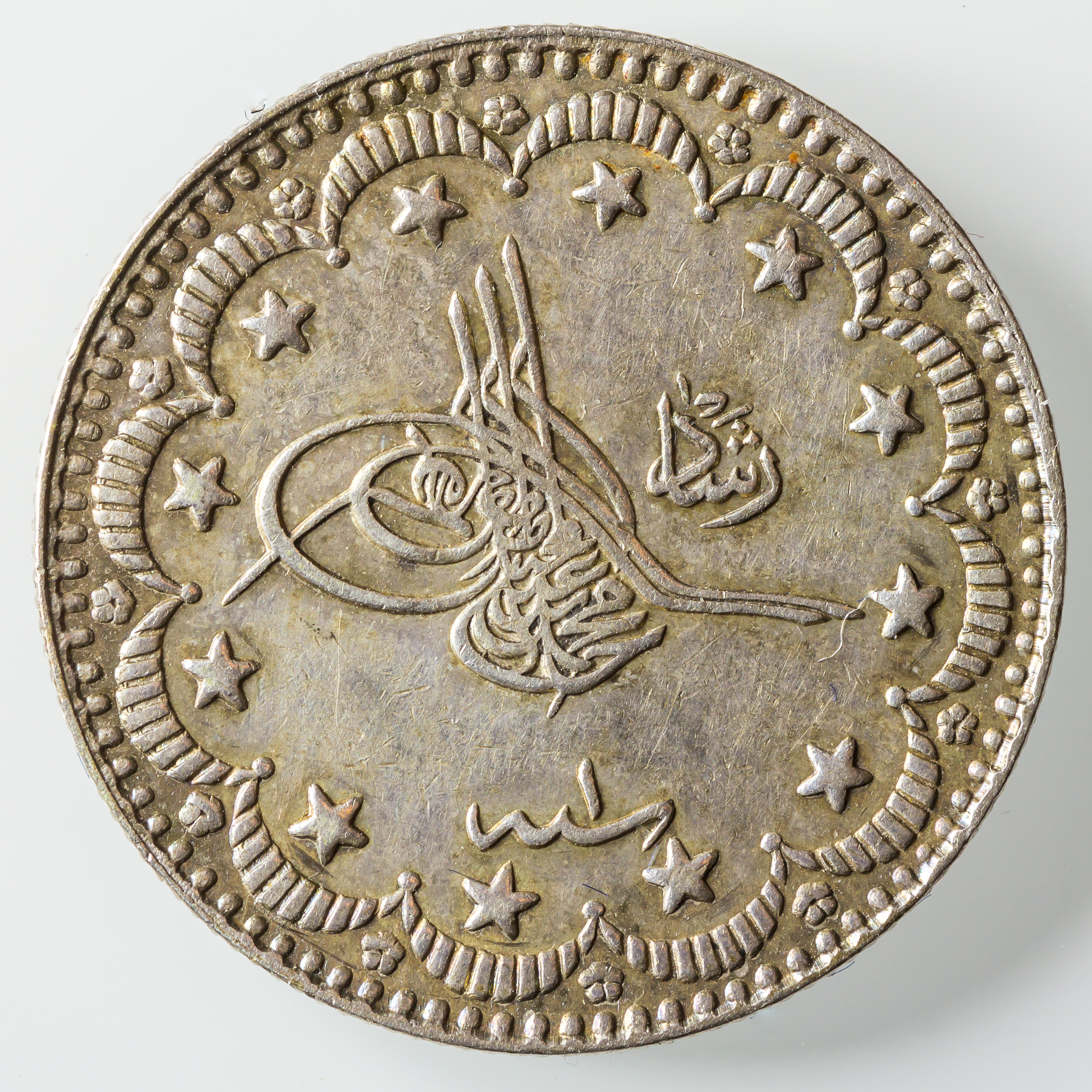
طغرا بر روی یک سکه
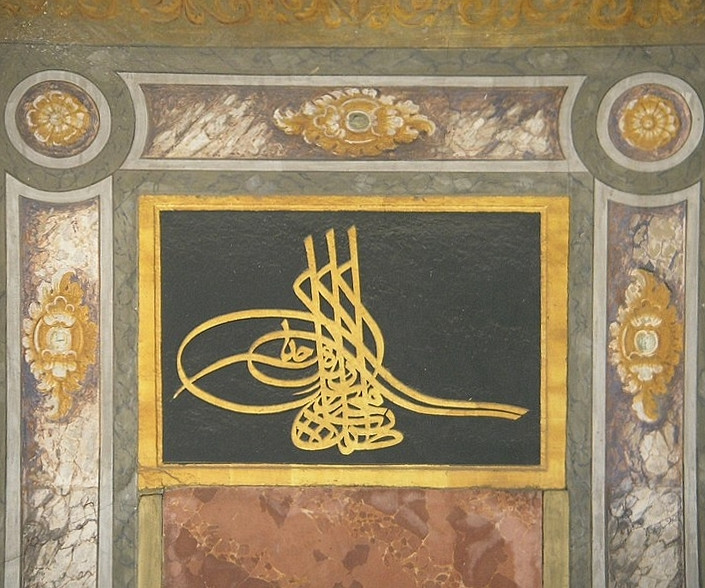
یک طغرا بر دروازه سعادت در کاخ طوپقاپو
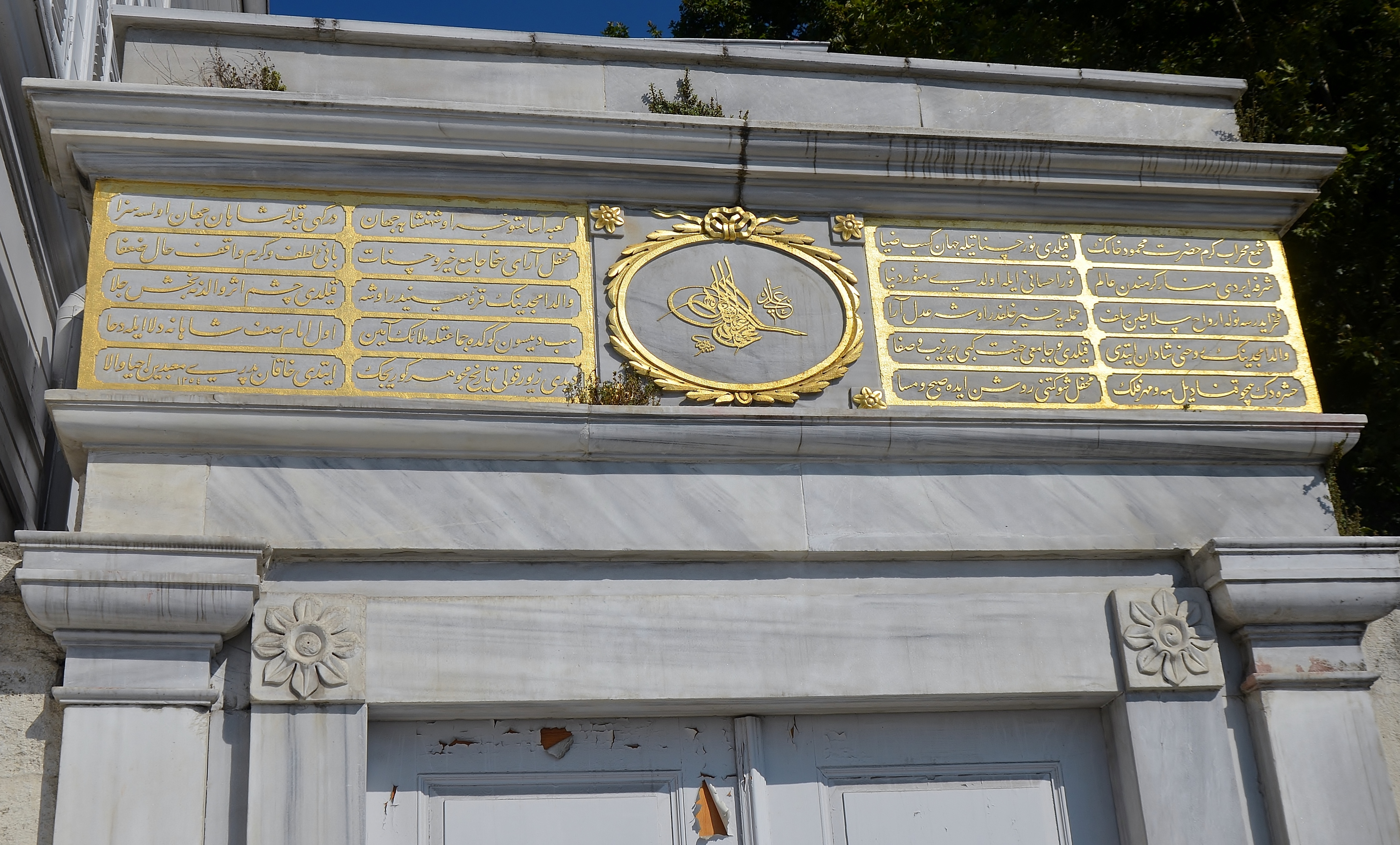
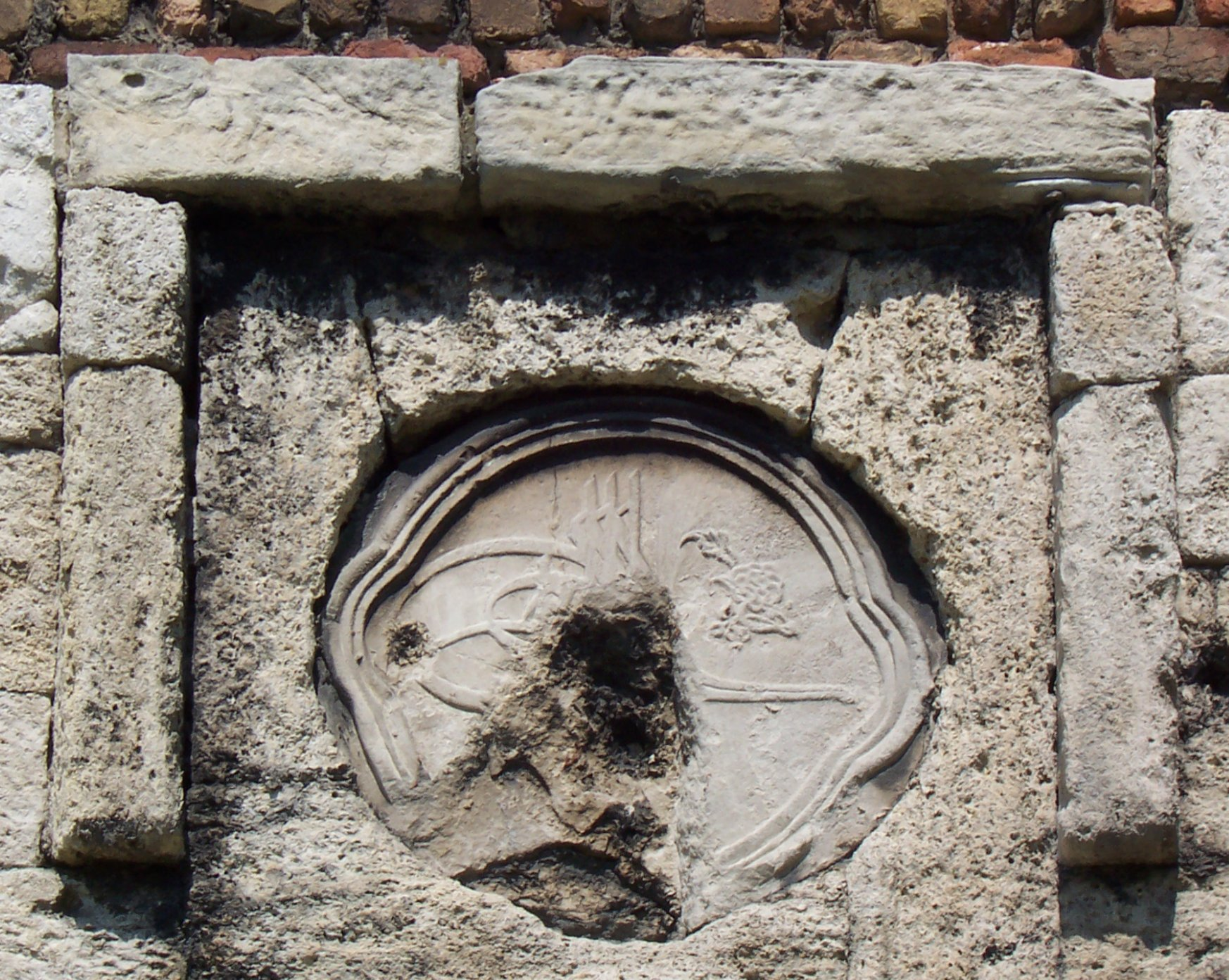
طغرا بالای دروازه بندر در بلگراد
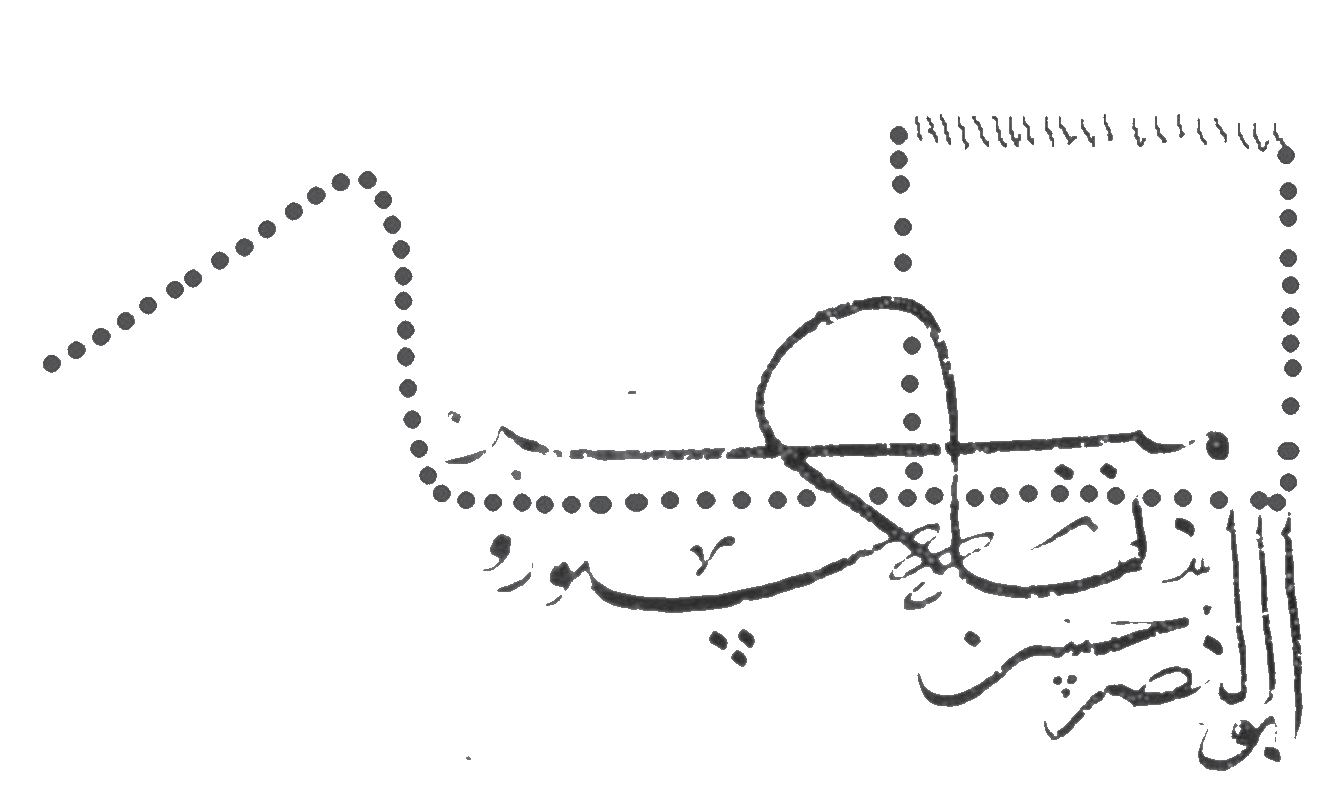
طغرای اوزون حسن آق‌قویونلو
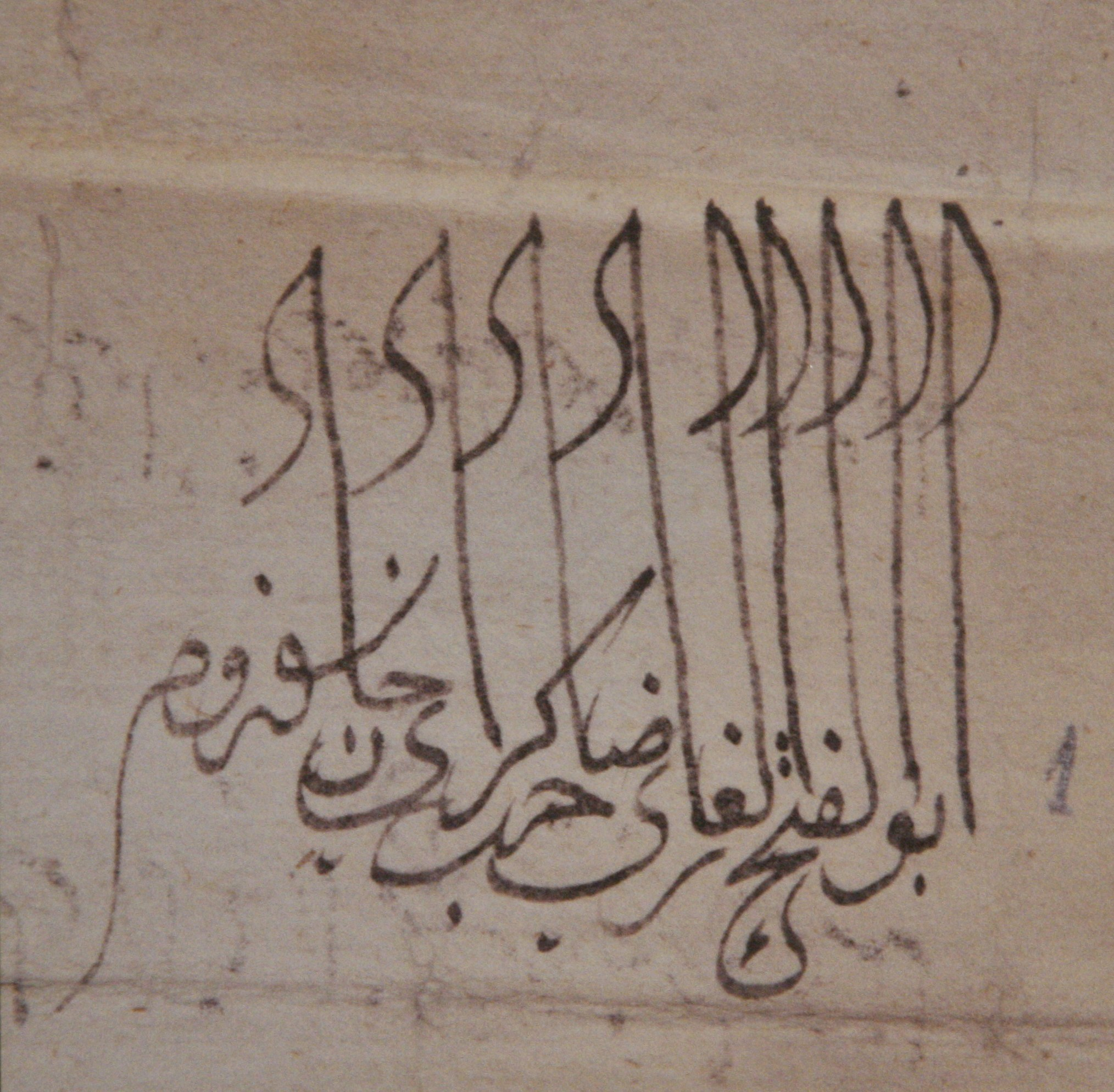
طغرای صاحب کرای خان کازان و کریمه
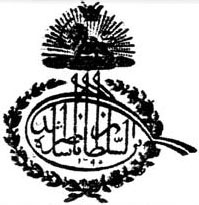
طغرای ناصرالدین شاه قاجار
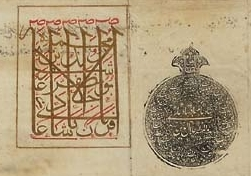
طغرای رسمی امپراتوری گورکانی هند